# Gouvernement Shehbaz Sharif I (Pakistan)
Imran Khan Kakar (intérimaire)
S. Sharif II
Le gouvernement Shehbaz Sharif est le gouvernement du Pakistan depuis le 19 avril 2022. Il succède au gouvernement Imran Khan.

## Historique du mandat
Ce gouvernement est dirigé par le nouveau Premier ministre Shehbaz Sharif. Il est constitué et soutenu par une coalition entre la Ligue musulmane du Pakistan (N) (PML−N), le Parti du peuple pakistanais (PPP), Muttahida Majlis-e-Amal (MMA), le Mouvement Muttahida Qaumi (MQM-P), le Parti baloutche Awami (BAP), le Parti national baloutche (BNP-M), la Ligue musulmane du Pakistan (Q) (PML−Q), et Jamhoori Wattan (JWP). Ensemble, ils disposent de 174 députés sur 342, soit 50,88 % des sièges.
Il est formé à la suite d'une motion de censure.
Il succède donc au gouvernement d'Imran Khan.

### Motion de censure
Fin mars 2022, la coalition au pouvoir depuis 2018 autour du Mouvement du Pakistan pour la justice perd la majorité absolue, et l'opposition, notamment la Ligue musulmane du Pakistan (N) et le Parti du peuple pakistanais, dépose une motion de censure à l'encontre du Premier ministre Imran Khan. Imran Khan accuse alors les États-Unis de souhaiter son départ du pouvoir pour s'être rendu en Russie dans le contexte de l'invasion de l'Ukraine par la Russie en 2022.
Le 3 avril, alors que la motion est en passe d'être votée par l'opposition, le vice-président de l'Assemblée nationale, Qasim Suri, membre du parti du Premier ministre et qui préside la session, refuse qu'elle soit votée, en arguant qu'elle est « contraire à la Constitution » car elle serait soutenue par une « puissance étrangère ». Imran Khan demande peu après au président de la République Arif Alvi de convoquer un scrutin anticipé, ce que ce dernier effectue dans la foulée,,. Ses fonctions devraient prendre fin dès la nomination d'un gouvernement intérimaire.
La Cour suprême examine du 3 au 7 avril un recours déposé par l'opposition. Le 7 avril, elle déclare inconstitutionnelle le rejet de la motion de censure et invalide par conséquent la dissolution. La Cour ordonne également à l'Assemblée nationale de se réunir le 9 avril pour voter la motion de censure,.
Imran Khan est finalement renversé par la motion de censure, votée le lendemain peu après minuit par 174 députés, soit cinq voix de plus que le minimum requis. Ce vote fait suite à la démission du président et du vice-président de l'Assemblée. Alors que la session chaotique avait débuté la veille à 10 heures du matin, elle a été ajournée à plusieurs reprises, alors que des députés des deux camps se sont échangé des invectives et que des ministres ont retardé le vote par des discours-fleuve en guise d'obstruction parlementaire.

### Élection de Shehbaz Sharif

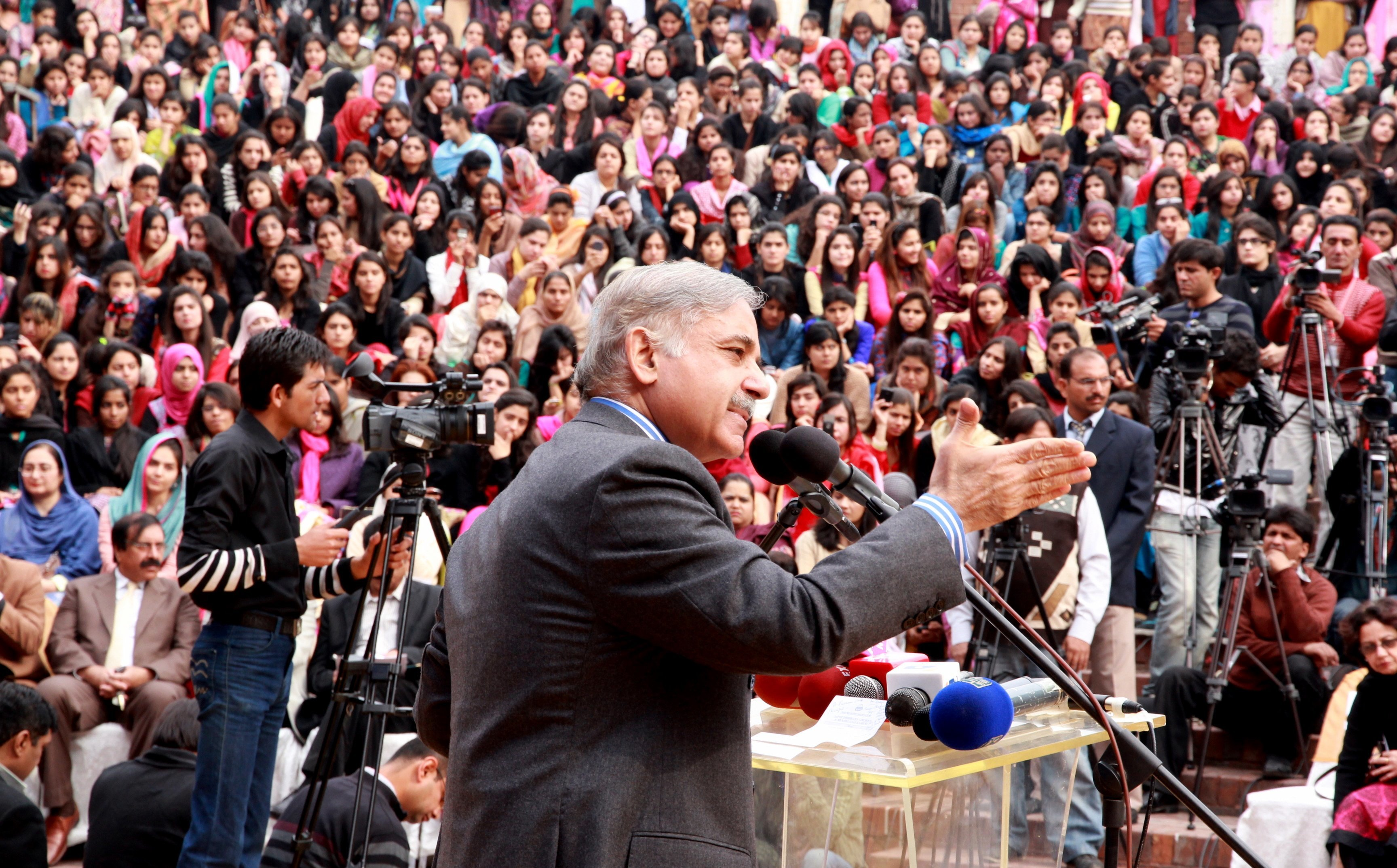
Shehbaz Sharif en 2017.

Le 11 avril 2022, Shehbaz Sharif est élu Premier ministre par l'Assemblée nationale avec 174 voix sur un total de 342 sièges, soit deux de plus que la majorité absolue. En plus de son parti, il réunit autour de lui le Parti du peuple pakistanais, l'islamiste Jamiat Ulema-e-Islam et divers petits partis. Les partisans d'Imran Khan boycottent la session, dénonçant les affaires de corruption entourant Sharif et pointant du doigt une « conspiration étrangère » contre le précédent gouvernement.
Shehbaz Sharif décrit sa désignation comme « la victoire du bien sur le mal » et promet de se concentrer sur les difficultés économiques du pays et l'amélioration des relations extérieures. Il annonce notamment une hausse du salaire minimum à 25 000 roupies et 10 % d'augmentation des retraites,.
Son élection constitue un retour du Pakistan dans l’ère des dynasties politiques, qui règnent traditionnellement sur le pays.

### Formation du gouvernement
Devant le refus du président de la République, Arif Alvi, Shebaz Sharif est assermenté le jour même de son élection par le président du Sénat Sadiq Sanjrani.
Du fait des tractations entre les partenaires de coalition, le gouvernement n'est annoncé que le 19 avril. Comme le Premier ministre, les membres du gouvernement sont assermentés par le président de la chambre haute. Les portefeuilles ministériels sont attribués plus tard dans la journée, mais le portefeuille des Affaires étrangères reste vacant jusqu'au 27 avril, lors Bilawal Bhutto Zardari est nommé à ce poste. Le 22 avril, quatre nouveaux ministres sont nommés et assermentés par le président de la République.

### Succession
Le 5 août 2023, le Premier ministre Sharif annonce que l'Assemblée sera dissoute le 9 août et que le scrutin aura lieu sur la base du nouveau recensement. Cette décision reporte le scrutin jusqu'en avril 2024,.
Comme prévu, le président Alvi signe le décret le 9 août. Le 12 août, Anwar ul-Haq Kakar est désigné Premier ministre par intérim après un accord entre le Premier ministre sortant et le chef de l'opposition Raja Riaz Ahmad. Il prête serment le 14 août, au lendemain de sa démission de son parti et du Sénat.

## Composition
| Poste                                                                                          | Titulaire | Titulaire                                                 | Parti |
| ---------------------------------------------------------------------------------------------- | --------- | --------------------------------------------------------- | ----- |
| Ministres fédéraux                                                                             |           |                                                           |       |
| Premier ministre                                                                               |           | Shehbaz Sharif                                            | PML−N |
| Ministre de la Défense                                                                         |           | Khawaja Muhammad Asif                                     | PML−N |
| Ministre de la Planification, du Développement et des Initiatives spéciales                    |           | Ahsan Iqbal                                               | PML−N |
| Ministre de l'Intérieur                                                                        |           | Rana Sanaullah                                            | PML−N |
| Ministre sans portefeuille Ministre pour les Affaires économiques (26/04/2022)                 |           | Ayaz Sadiq                                                | PML−N |
| Ministre de l'Éducation fédérale et de la Formation professionnelle                            |           | Rana Tanveer Hussain                                      | PML−N |
| Ministre sans portefeuille Ministre de l'Énergie (26/04/2022)                                  |           | Khurram Dastgir Khan                                      | PML−N |
| Ministre de l'Information                                                                      |           | Marriyum Aurangzeb                                        | PML−N |
| Ministre des Chemins de fer et de l'Aviation                                                   |           | Khawaja Saad Rafique                                      | PML−N |
| Ministre des Finances et du Revenu                                                             |           | Miftah Ismail (jusqu'au 28/09/2022) Ishaq Dar             | PML−N |
| Ministre sans portefeuille                                                                     |           | Mian Javed Latif (à partir du 22/04/2022)                 | PML−N |
| Ministre des Droits de l'homme                                                                 |           | Ehsan ur Rehman Mazari (jusqu'au 22/04/2022)              | PPP   |
| Ministre des Droits de l'homme                                                                 |           | Riaz Hussain Pirzada (à partir du 26/04/2022)             | PML−N |
| Ministre sans portefeuille Ministre pour les Affaires parlementaires (26/04/2022)              |           | Murtaza Javed Abbasi                                      | PML−N |
| Ministre du Droit et de la Justice                                                             |           | Azam Nazeer Tarar                                         | PML−N |
| Ministre des Ressources hydrauliques                                                           |           | Khurshid Ahmed Shah                                       | PPP   |
| Ministre du Commerce                                                                           |           | Syed Naveed Qamar                                         | PPP   |
| Ministre du Changement climatique                                                              |           | Sherry Rehman                                             | PPP   |
| Ministre des Services nationaux de santé, de la Réglementation et de la Coordination           |           | Abdul Qadir Patel                                         | PPP   |
| Ministre de la Lutte contre la pauvreté et de la Sécurité sociale                              |           | Shazia Marri                                              | PPP   |
| Ministre de l'Industrie et de la Production                                                    |           | Makhdoom Syed Murtaza Mehmood                             | PPP   |
| Ministre des Pakistanais de l'étranger et du Développement des ressources humaines             |           | Sajid Hussain Turi                                        | PPP   |
| Ministre de la Coordination inter-provinciale                                                  |           | Ehsan ur Rehman Mazari (à partir du 22/04/2022)           | PPP   |
| Ministre de la Privatisation                                                                   |           | Abid Hussain Bhayo                                        | PPP   |
| Ministre des Affaires étrangères                                                               |           | Bilawal Bhutto Zardari (à partir du 27/04/2022)           | PPP   |
| Ministre des Communications                                                                    |           | Asad Mehmood                                              | MMA   |
| Ministre du Logement et des Travaux                                                            |           | Maulana Abdul Wasay                                       | MMA   |
| Ministre des Affaires religieuses et de l'Harmonie inter-religieuse                            |           | Abdul Shakoor (mort le 15/04/2023) Muhammad Talha Mahmood | MMA   |
| Ministre des États et des Frontières des régions                                               |           | Muhammad Talha Mahmood                                    | MMA   |
| Ministre des Technologies de l'information et de la Télécommunication                          |           | Syed Aminul Haque                                         | MQM   |
| Ministre des Affaires maritimes                                                                |           | Faisal Sabzwari                                           | MQM   |
| Ministre de la Production de défense                                                           |           | Muhammad Israr Tareen                                     | BAP   |
| Ministre du Contrôle narcotique                                                                |           | Shahzain Bugti                                            | JWP   |
| Ministre de la Sécurité alimentaire nationale et de la Recherche                               |           | Tariq Bashir Cheema                                       | PML−Q |
| Ministre sans portefeuille                                                                     |           | Chaudhry Salik Hussain (à partir du 22/04/2022)           | PML−Q |
| Ministre de la Science et de la Technologie                                                    |           | Agha Hassan Baloch (à partir du 22/04/2022)               | BNP   |
| Conseillers avec rang de ministre fédéral                                                      |           |                                                           |       |
| Conseiller chargé du Cachemire et du Gilgit-Baltistan                                          |           | Qamar Zaman Kaira                                         | PPP   |
| Conseiller sans portefeuille Conseiller pour les Affaires politiques et publiques (28/04/2022) |           | Amir Muqam                                                | PML−N |
| Conseiller sans portefeuille                                                                   |           | Aun Chaudhry                                              | Sans  |
| Conseiller à l'establishment (09/06/2022)                                                      |           | Ahad Cheema                                               | PML−N |
| Assistants spéciaux avec rang de ministre fédéral                                              |           |                                                           |       |
| Assistant spécial aux Politiques publiques et aux Stratégies de communication                  |           | Syed Fahd Husain                                          | Sans  |
| Assistant spécial sans portefeuille                                                            |           | Hanif Abbasi                                              | PML−N |
| Assistant spécial aux Contrôles narcotiques                                                    |           | Attaullah Tarar                                           | PML−N |
| Assistant spécial sans portefeuille                                                            |           | Hafiz Abdul Kareem                                        | PML−N |
| Assistant spécial à la Défense                                                                 |           | Malik Muhammad Ahmad Khan                                 | PML−N |
| Assistant spécial à la Comptabilité et à l'Intérieur                                           |           | Irfan Qadir                                               | Sans  |
| Assistant spécial sans portefeuille                                                            |           | Rana Mubashir Iqbal                                       | PML−N |
| Ministres d'État                                                                               |           |                                                           |       |
| Ministre d'État des Finances et du Revenu                                                      |           | Aisha Ghaus Pasha                                         | PML−N |
| Ministre d'État sans portefeuille Ministre d'État à l'Intérieur (22/04/2022)                   |           | Abdul Rehman Khan Kanju                                   | PML−N |
| Ministre d'État des Affaires étrangères                                                        |           | Hina Rabbani Khar                                         | PPP   |
| Ministre d'État sans portefeuille Ministre d'État de l'Énergie (26/04/2022)                    |           | Hashim Notezai (à partir du 22/04/2022)                   | BNP   |
| Ministre d'État au Pétrole                                                                     |           | Musadik Malik (à partir du 28/04/2022)                    | PML−N |
| Ministre d'État au Droit et à la Justice                                                       |           | Shahadat Awan (à partir du 30/05/2022)                    | PPP   |
| Ministre d'État sans portefeuille Ministre d'État à la Production militaire (26/07/2022)       |           | Ehsanullah Reki (à partir du 04/07/2022)                  | BAP   |
| Assistants spéciaux avec rang de ministre d'État                                               |           |                                                           |       |
| Assistant spécial                                                                              |           | Tariq Fatemi                                              | PML−N |
| Représentant spécial sur l'Afghanistan                                                         |           | Mohammed Sadiq                                            | MQM   |
| Assistante spéciale à la Jeunesse                                                              |           | Shaza Fatima Khawaja                                      | PML−N |
| Assistant spécial                                                                              |           | Muhammad Junaid Anwar Chaudhry                            | PML−N |
| Assistant spécial                                                                              |           | Sheikh Fayyaz Ud Din                                      | PML−N |
| Assistant spécial aux Finances                                                                 |           | Tariq Bajwa                                               | Sans  |
| Assistant spécial                                                                              |           | Romina Khurshid Alam                                      | PML−N |
| Assistant spécial                                                                              |           | Shah Owais Noorani                                        | MMA   |
| Assistant spécial                                                                              |           | Zafaruddin Mahmood                                        | JUI-F |
| Assistant spécial aux Technologies de l'information et aux Télécommunications                  |           | Sadiq Iftikhar                                            | MQM   |
| Assistant spécial à l'Efficacité gouvernementale                                               |           | Muhammad Jehanzeb Khan                                    | BAP   |
| Assistant spécial                                                                              |           | Rubina Irfan                                              | PML−Q |
| Assistant spécial                                                                              |           | Malik Abdul Gafar Dogar                                   | PML−N |
| Assistant spécial à la Privatisation                                                           |           | Shaharyar Ali Khan                                        | PPP   |
| Assistant spécial à la Lutte contre la pauvreté et à la Sécurité sociale                       |           | Faisal Karim Kundi                                        | PPP   |
| Assistant spécial aux Affaires du Cachemire et du Gilgit‑Baltistan                             |           | Iftikhar Ahmed Khan Babar                                 | PPP   |
| Assistant spécial à la Coordination interprovinciale                                           |           | Mehr Irshad Ahmed Sial                                    | PPP   |
| Assistant spécial au Commerce                                                                  |           | Raza Rabbani Khar                                         | PPP   |
| Assistant spécial aux Services nationaux de santé, Réglementation et Coordination              |           | Mahesh Kumar Malani                                       | PPP   |
| Assistant spécial aux Pakistanais de l'étranger et au Développement des ressources humaines    |           | Sardar Saleem Haider Khan                                 | PPP   |
| Assistant spécial à l'Industrie et à la Production                                             |           | Tasneem Ahmed Qureshi                                     | PPP   |
| Assistant spécial aux Ressources hydrauliques                                                  |           | Syed Muhammad Ali Shah Bacha                              | PPP   |
| Assistant spécial                                                                              |           | Nauman Ahmad Langrial                                     | PML−N |
| Assistant spécial au Revenu                                                                    |           | Tariq Mehmood Pasha                                       | Sans  |
| Assistant spécial aux Médias numériques                                                        |           | Fahd Haroon                                               | PPP   |
| Assistant spécial                                                                              |           | Muhammad Jawad Sohrab Malik                               | Sans  |
| Assistant spécial                                                                              |           | Rao Muhammad Ajmal Khan                                   | PML−N |
| Assistant spécial                                                                              |           | Shaista Pervaiz                                           | PML−N |
| Assistant spécial                                                                              |           | Chaudhry Hamid Hameed                                     | PML−N |
| Assistant spécial                                                                              |           | Qaiser Ahmed Sheikh                                       | PML−N |
| Assistant spécial                                                                              |           | Malik Sohail Khan                                         | PML−N |
| Assistant spécial                                                                              |           | Chaudhry Abid Raza                                        | PML−N |
| Assistant spécial                                                                              |           | Muhammad Moeen Wattoo                                     | PML−N |
| Assistant spécial                                                                              |           |                                                           |       |
| Assistant spécial                                                                              |           | Shahjahan Yousuf                                          | PML−Q |